# Stub Wiberg
Stub Wiberg, ursprungligen Olsen, född 11 mars 1875 i Bergen, död 24 juni 1929 i Oslo, var en norsk skådespelare. Wiberg var en av de mest betydelsefulla norska skådespelarna i början av 1900-talet. Han var en av de bärande krafterna vid Nationaltheatret från 1903 till sin död. Han spelade både klassisk och modern dramatik och behärskade klassisk tragedi såväl som realistiska dramer, komedier och operetter. Han spelade ofta äldre män, men nästan aldrig älskvärda roller.

## Biografi
Wiberg växte upp på Øvregaten i Bergen i en kulturellt kreativ miljö. Fadern hade grundat Det Hanseatiske Museum i sin köpmansgård Finnegården. Efter examen artium 1893 studerade Stub Wiberg ett par år i Kristiania, men övergav studierna av ekonomiska skäl och återvände till Bergen. Han arbetade ett par år som folkskollärare innan han 1898 debuterade på Den Nationale Scene som adjunkt Mørch i Vilhelm Krags Solnedgang. Han stannade vid denna teater i två år och spelade också bland andra titelrollen som Erasmus Montanus, som skulle bli en av hans glansroller senare i karriären. Åren 1900–1901 var han vid Sekondteatret, 1901 vid Eldorado och 1902–1903 vid Centralteatret. Förutom äldre karaktärsroller och komiska sångspelsroller fick han sin första yngre roll som Raskolnikov 1903.
Från 1903 till sin död verkade Wiberg vid Nationaltheatret. Under sitt första år där spelade han roller som Hjalmar Ekdal i Vildanden och Ulrik Brendel i Rosmersholm (båda verk av Henrik Ibsen). Med sin allsidighet kom han snabbt att etablera sig som en av de ledande skådespelarna vid Nationaltheatret. Han växlade mellan komiska och tragiska rollfigurer. Han kom även att verka som regissör. Han medverkade i sammanlagt 153 uppsättningar på Nationaltheatret. Han spelade även rollen som Ola Glomgaarden i stumfilmen Glomdalsbruden (1926).
Stub Wiberg blev 1928 utnämnd till riddare av första klass i St. Olavs Orden och var även riddare av den svenska Nordstjärneorden.

## Familj
Wiberg var son till köpman Johan Wilhelm Wiberg (från 1858 Olsen, 1829–1898) och Bolette Marie Köhler (1845–1934). Han var bror till Christian Koren Wiberg (1870–1945). Stub Wiberg var ogift.

## Filmografi
- 1926 – Glomdalsbruden – Ola Glomgaarden